# Sola gratia
Sola gratia (latinsky "pouhou milostí") je jedním ze základních teologických postojů protestantismu (tzv. particulae exclusivae; dále k nim patří sola fide, sola scriptura, solus Christus). Základem tohoto učení je, že člověk je za každých okolností sobecký a zlý (incurvatus in se – do sebe zakroucený) a dosahuje proto ospravedlnění nikoliv svou zásluhou a svými dobrými skutky, ale výlučně Boží milosti , která je nezaslouženým darem, motivovaným pouze Boží láskou a dobrou vůlí. Zásluhy (meritum) a dobré skutky nemají na spásu člověka žádný vliv, jsou důsledkem milosti a nikoliv její příčinou. Tento protestantský postoj byl jedním ze základů středověké kritiky odpustků.  Zásadní význam milosti, z níž dobré skutky pramení, však uznává i římskokatolická církev.  